# Critérium de Lèves
Le critérium de Lèves est un critérium cycliste français disputé à Lèves, dans le département d'Eure-et-Loir de 1988 à 2001.

## Palmarès
| Année | Vainqueur               | Deuxième            | Troisième                |                 |
| ----- | ----------------------- | ------------------- | ------------------------ | --------------- |
| 1988  | Martial Gayant          | Jérôme Simon        | Patrice Esnault          |                 |
| 1989  | Greg LeMond             | Christophe Lavainne | Laurent Bezault          |                 |
| 1990  | Ronan Pensec            | Jean-Claude Colotti | Djamolidine Abdoujaparov |                 |
| 1991  | Armand de Las Cuevas    | Jean-Claude Colotti | Miguel Indurain          |                 |
| 1992  | Christophe Lavainne     | Patrice Esnault     | François Lemarchand      |                 |
| 1993  | Gilbert Duclos-Lassalle | Thierry Marie       | Patrice Esnault          |                 |
| 1994  | Thomas Davy             | Patrice Esnault     | Andreï Tchmil            |                 |
| 1995  | Épreuve annulée         | Épreuve annulée     | Épreuve annulée          | Épreuve annulée |
| 1996  | Christophe Capelle      | Francis Moreau      | Thierry Marie            |                 |
| 1997  | Andreï Tchmil           | Pascal Lino         | Frédéric Guesdon         |                 |
| 1998  | Philippe Gaumont        | Gilles Bouvard      | Frédéric Moncassin       |                 |
| 1999  | Laurent Roux            | Andreï Tchmil       | Arnaud Prétot            |                 |
| 2000  | Richard Virenque        | Ludovic Capelle     | Médéric Clain            |                 |
| 2001  | Laurent Madouas         | Franck Bouyer       | Christophe Capelle       |                 |